# 米瑟里
米瑟里（法語：Missery）是法国科多尔省的一个市镇，位于该省西部，属于蒙巴尔区。该市镇总面积9.66平方公里，2009年时的人口为107人。

## 交通
科多尔省省道D11B线和D36线在米瑟里交汇。

## 人口
米瑟里人口变化图示